# Îles Vénitiennes (Floride)
Les îles Vénitiennes (en anglais Venetian Islands) forment un archipel d'îles artificielles situées entre Miami et Miami Beach, reliées entre elles et au continent par une route et des ponts. Elles se composent d'est en ouest des îles de Biscayne (Miami), San Marco (Miami), San Marino (Miami Beach), Lido Di (en) (Miami Beach), Rivo Alto (Miami Beach), et Belle Isle (en) (Miami Beach).
Elles sont proches des Sunset Islands (Miami Beach) au nord-est (pratiquement collées à l'île principale de Miami Beach), et font face aux Star (en), Palm (en) et Hibiscus (en) Islands, à 200 mètres au sud. L'îlot du Flagler memorial island (en) est à environ 200 m au sud de Rivo Alto island.
Contrairement à de nombreux lotissements privés de la région, ces îles sont accessibles au public ; toutefois, un péage urbain sépare les îles du continent.
Elles sont constituées essentiellement de villas ; Biscayne island et Belle Isle (en) (photos ci-dessous) comportent aussi des appartements de luxe. La population y est plutôt privilégiée, une grande partie des villas sont dotées d'une piscine privée et certaines ont un accès direct au lagon. L'ensemble des îles bénéficient d'une végétation luxuriante, aidée par le climat et l'humidité de la région.

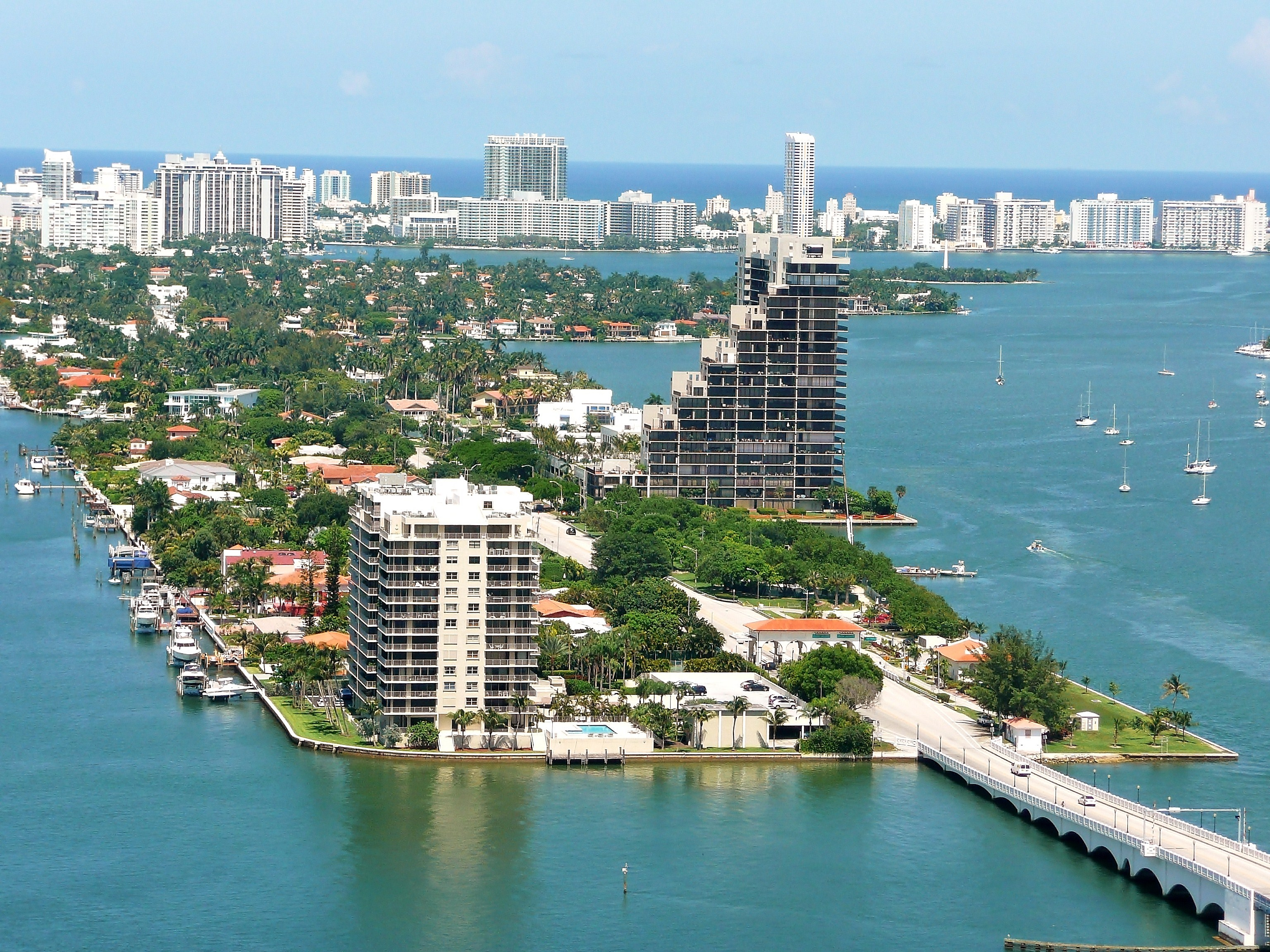
Biscayne Island, 2010
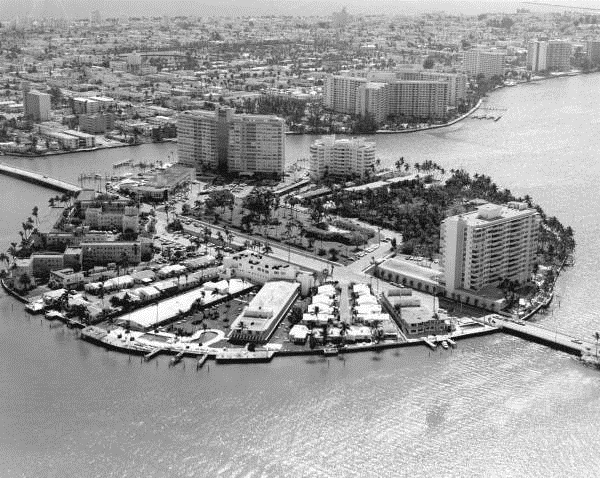
Belle-Isle, années 1960
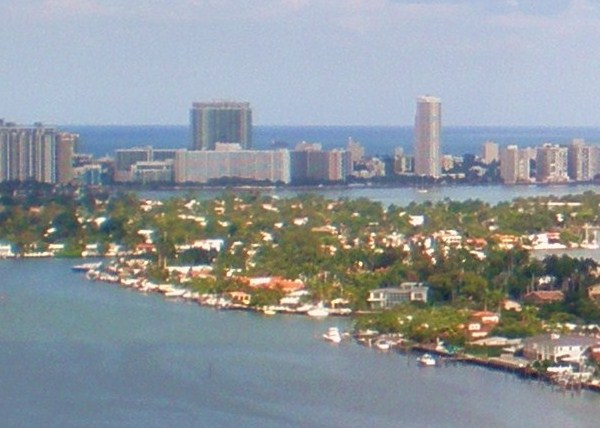
San Marino Island
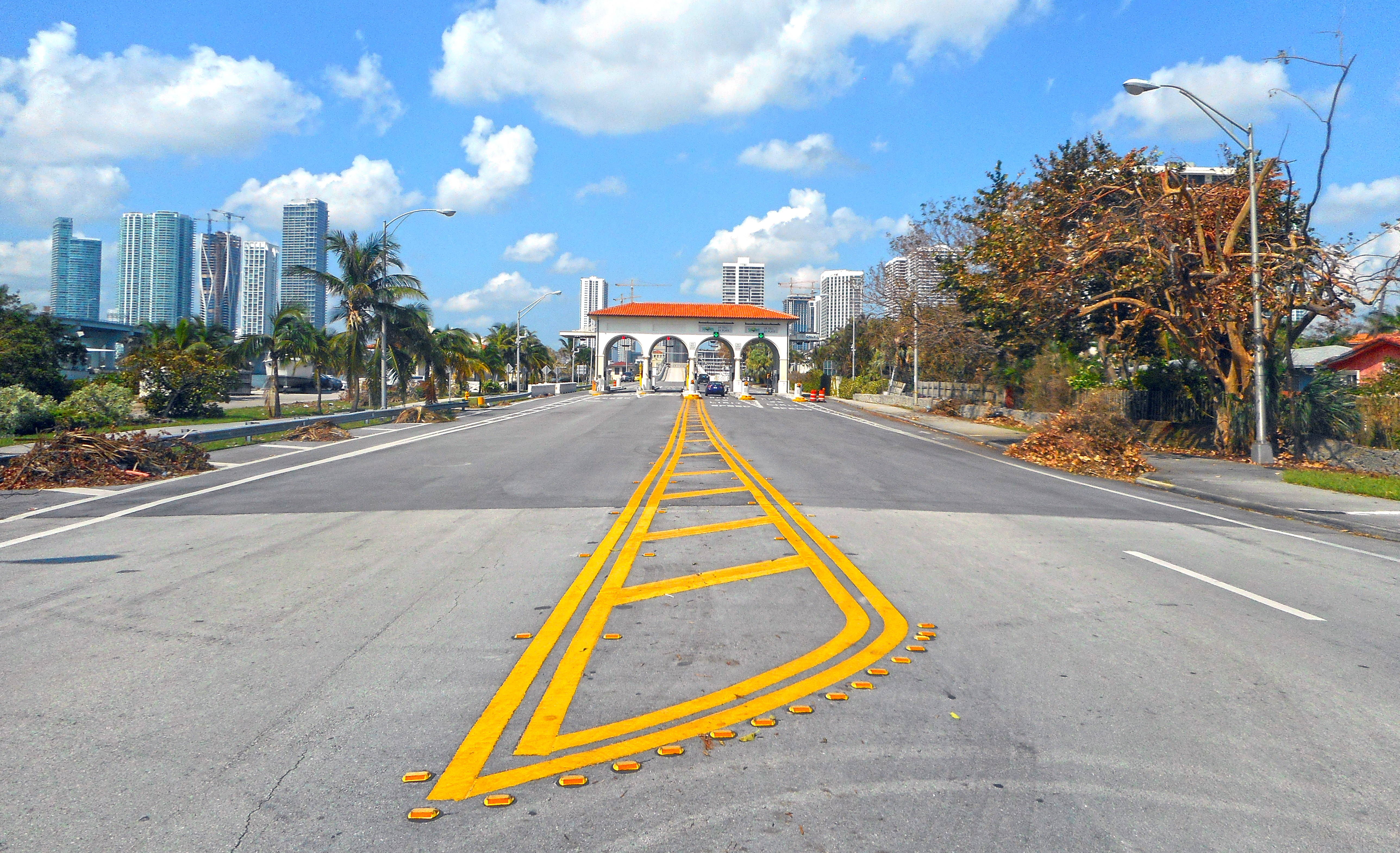
Poste de péage, sur Biscayne Island
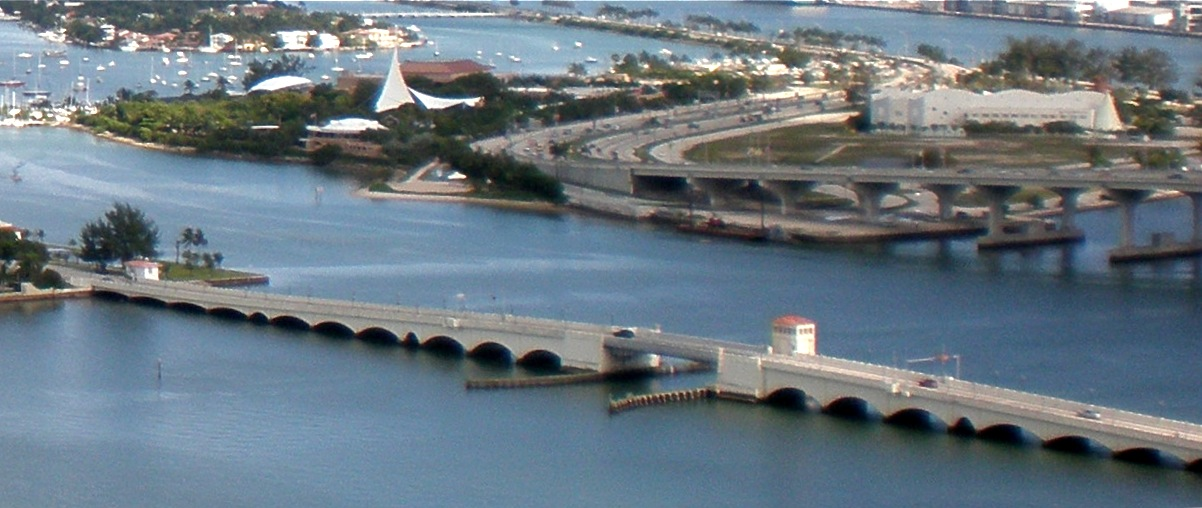
Pont levant sur la Venetian causeway, côté ouest devant l'île Watson, vue vers le sud-est
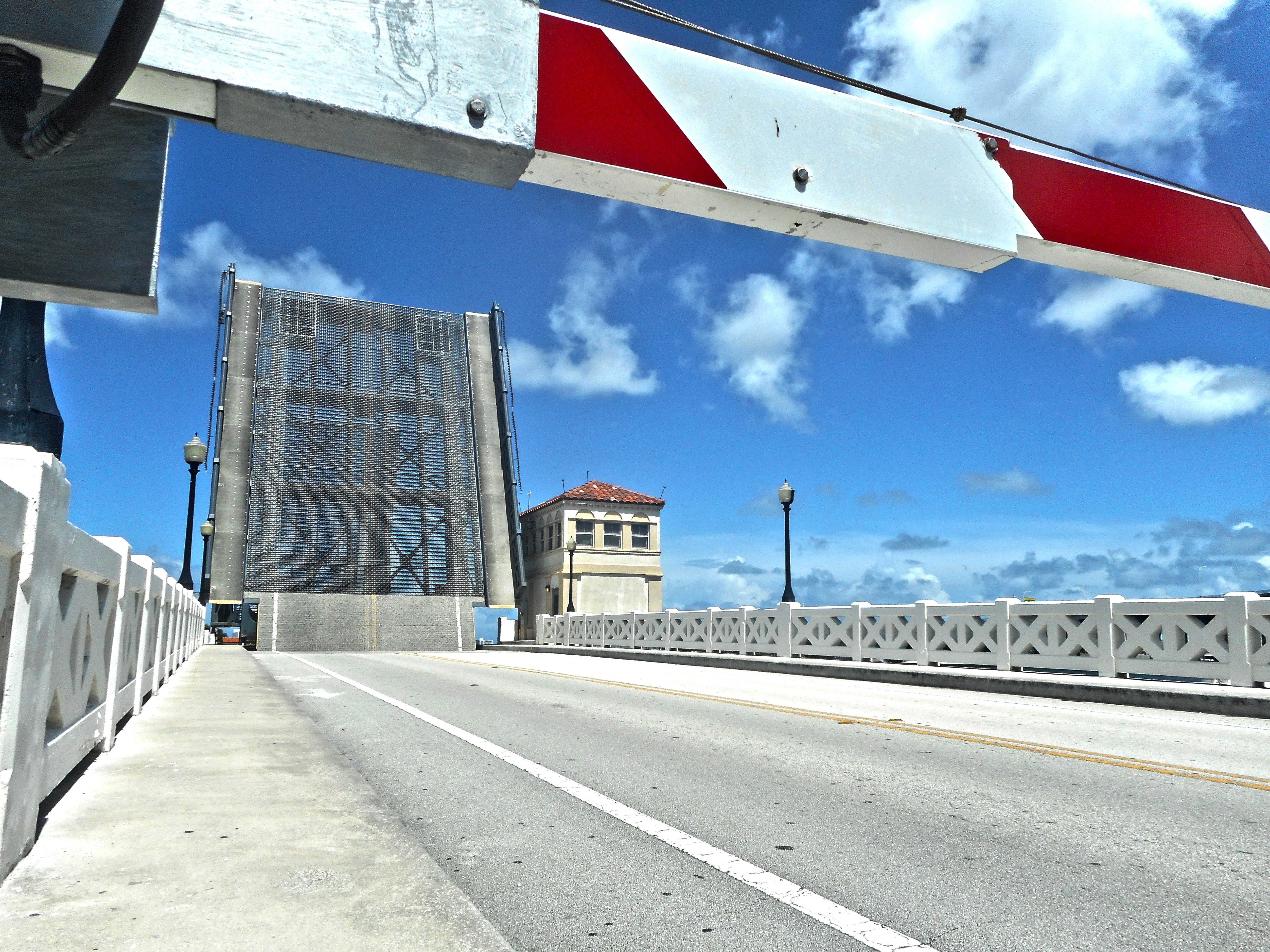
Un des deux ponts levants sur la Venetian causeway